# 擬像
拟像（又称拟真、擬仿物、仿真、仿像、类像、影像等，英语：simulacrum（单数）、simulacra/simulacrums（复数），自拉丁语，意为“相似性，表象”）是对人或事物的再现或模仿。英语中，该词最早在16世纪后期出现，是指一种表现形式，例如雕像或绘画，尤其是表现神的形象。到19世纪后期，它已屈居次要地位，代表一种没有原件实质或品质的形象。文学评论家詹明信将照相寫實主義视为艺术拟像的一个例子，在这种模拟中，一幅画是通过复制一张本身就是真实事物的副本的照片来创作的。其他使用拟像的艺术形式包括错视画、波普藝術、意大利新现实主义和法国新浪潮。
擬像論則是尚·布希亞在《拟像与仿真》（1981年）一書中提出的理論。他認為，後現代社會中，擬像的出現使得過去的索緒爾符號學理論中的「所指」已經消失，世界已經由「沒有所指的能指」構成，這些符號或者擬像沒有根基，只是自我指涉。它不但將不在場的顯示為在場，將想像塑造成真實，更破壞一切與「真實」之間的聯繫，將「真實」吸納到自身當中，使「真實」與「非真實」之間的區別已經沒有意義，也就是布希亞所說的「超真实」。

## 哲学

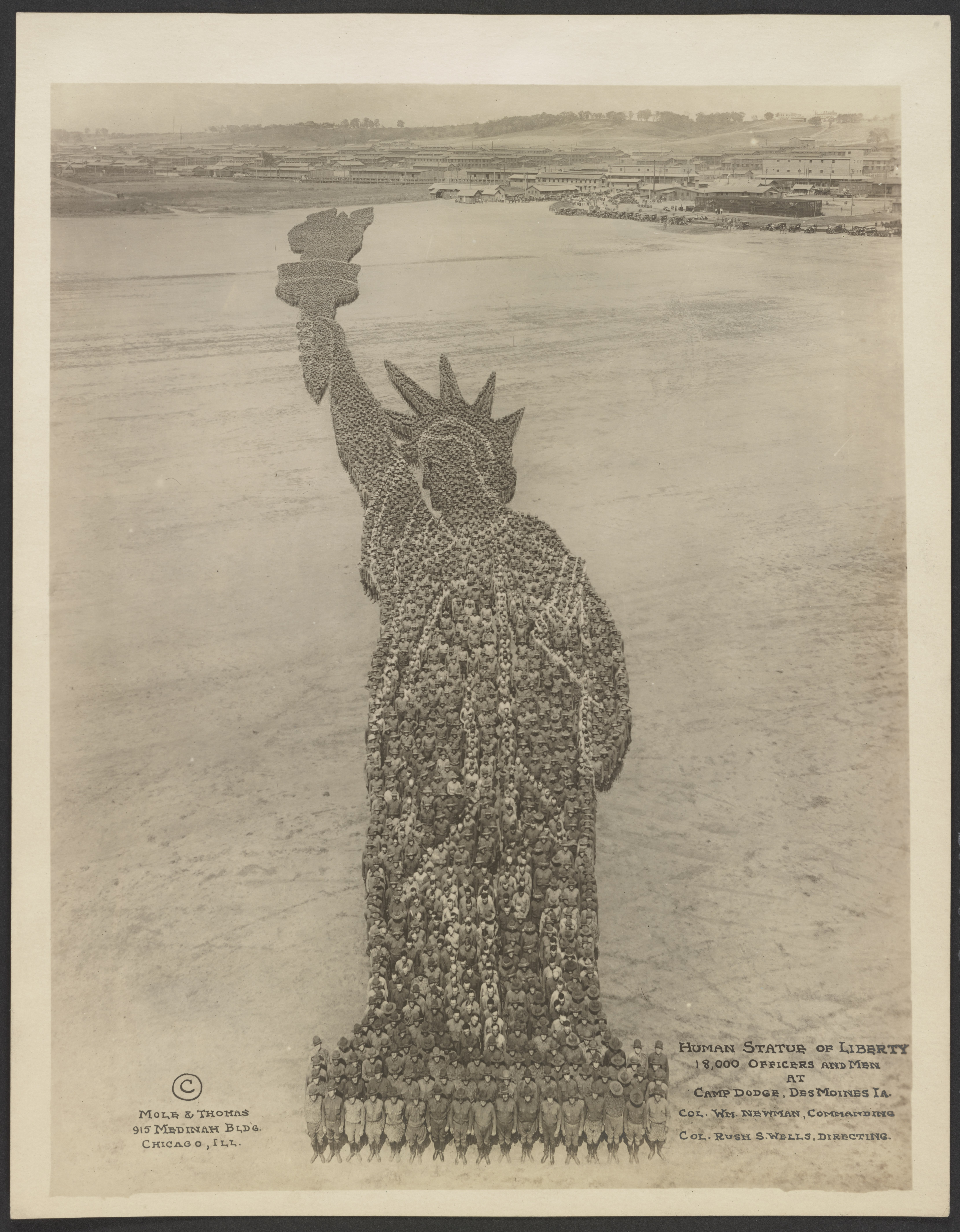
Mole & Thomas，人类自由女神像（1919）——火炬的火焰由12,000人的形象组成，另外6,000人组成其他部分。柏拉图在他对拟像的讨论中提到了这样的视错觉。

拟像长期以来得到了哲学家的兴趣。柏拉图在《智者篇》中谈到了两种形象塑造方式。第一种是试图精确还原原件的忠实的复制品。第二种则包含了故意的扭曲，但对观众而言看起来像是真的。他举了希腊雕像的例子，雕像的顶部比底部大，这样地面上的观众就能看到正确的比例。如果人们能按原比例观察，就会发觉它是畸形的。这个视觉艺术的例子是在隐喻当时哲学艺术以及一些哲学家歪曲真理的潮流，他们的所谓“真理”若不从正确的角度看，而是从预设的角度看，就仿佛真的是准确的一样。尼采在《偶像的黄昏》中谈到了拟像的概念（但没有使用这个词），他说，大多数哲学家都忽视其感官的可靠输入，却诉诸语言和理性的构造，得到的是扭曲的现实副本。
法国符號學家和社会理论家尚·布希亞在《拟像与仿真》一书中指出，拟像不是真实的复制品，而是凭借其自身的力量成为真实：超真实。根据鲍德里亚的说法，拟像复制品要么本就没有原件，要么不再有原件，因为拟像所代表的东西不再是它，因此无法找到原件。柏拉图认为再现有两种类型：忠实的和故意扭曲的（拟像），而鲍德里亚则看到了四种类型：（1）现实的基本反映；（2）现实的歪曲；（3）假装是现实（没有原型）；（4）“与任何现实没有任何关系”的拟像。在鲍德里亚的概念中，和尼采的概念类似，拟像被视作消极的，但讨论该话题的另一位现代哲学家吉尔·德勒兹则持不同的观点，将拟像视为一种途径，通过它可以“挑战和推翻”原先公认的理念或“特权地位”。德勒兹将拟像定义为“那些通过差异本身，将差异与差异相关联的系统。重要的是，这些系统中没有事先的同一性，没有内部相似性。”
阿兰·巴迪欧在谈到关于邪恶的纳粹主义时写道，“对拟像的忠诚，与对事件的忠诚不同，不是通过虚空的普遍性，而是通过抽象集合的封闭特殊性来调节它与情境的决裂……（“德意志人”或“雅利安人”）”。

## 娱乐
娱乐性拟像包括历史事件的重演或地标的复制品（例如殖民地威廉斯堡和艾菲爾鐵塔），以及虚构或文化理念的建构（例如华特迪士尼公司的神奇王國的幻想世界）。一些哲学家将各个迪士尼乐园视为终极的娱乐拟像，鲍德里亚指出華特迪士尼世界度假區是副本的副本，或“拟像的平方”。1975年，意大利作家翁贝托·艾柯指出，在迪士尼乐园，“我们不仅享受完美的模仿，而且还相信模仿已达到巅峰，此后的现实将永远不如它”。在审视迪士尼模拟國家公園、迪士尼荒野小屋的影响时，环保主义者詹妮弗·赛弗和人类学家埃里克·希格斯表示担心“人工与现实之间的界限将模糊到使人工变成道德价值的中心”。艾柯还将体育赛事的观后评论称为“三次方”或“体育运动的立方”。首先，第一层是参与这项运动的运动员（真实），然后是仅仅观看运动的旁观者，最后是对观看运动的行为的评论。视觉艺术家保罗·麦卡锡根据《加勒比海盗》和主题公园拟像创作了一整个装置，并在装置内播放视频。

## 漫画
諷刺畫是拟像的一个有趣的例子。若艺术家绘制非常还原真人面部特征的线条画，普通读者反而不易认出图画的主题；它可能会被当作某个人的肖像。然而，当漫画家夸大突出面部特征时，读者会注意到这些特征并能够识别出图像表现的对象，哪怕讽刺漫画与其表现对象的实际相似度要低得多。

## 图像学
比尔（Beer，1999：第11页）在唐卡艺术和密宗佛教图像学或更大领域中，使用术语“拟像”来表示符号或图像的形成，无论是形象的还是非形象的符号或图像。例如，唐卡中庇护神灵或自然环境中覆盖圣山的云层的一个图像表征，可以解读为八宝的伞盖的拟像。将自然现象感知为宗教意象接近一种文化普遍性，可以作为人类心理特有的经验环境的自然创造性精神参与的证据。

## 建筑
建筑是拟像的一种特殊形式。
让·鲍德里亚在他的《拟像与仿真》一书中讲述了博布尔效应（Beaubourg effect），其中龐畢度中心充当了大规模模拟的纪念碑，吸收并吞噬了周边地区的所有文化能量。按照鲍德里亚的说法，龐畢度中心是“一台制造空虚的机器”。
拟像的一个日常运用是是粉饰的建筑立面，在其翻修过程中用于掩盖并模仿其背后的真实建筑。
波将金村庄是一种模拟，一个旨在骗过观众，让他们认为自己看到的是真实的东西的一种表象。这个概念在俄语世界、英语和其他语言中都有使用。波将金村属于后苏联空间中激增的一类现象。这些现象描述了外表与背后的现实之间的差距。
迪士尼乐园——迪士尼乐园是所有错综复杂的拟像秩序的完美典范。［……］幻觉和幻象的发挥。
拉斯维加斯——绝对的广告城（20世纪50年代，广告疯狂的岁月，保留了那个时代的魅力。）

## 消費主義
布希亞認為，後現代生活中，影像反而成為了真實的存在，而實物卻不再是真實的存在，尤其在消費主義下的「超真实」時代中，每一件物品最重要的的東西就是一件又一件的包裝，而這些包裝就是人類製造出來的「擬像」。「擬像論」是布希亞從阿多諾、霍克海默、列斐伏爾等人對於媒體操控的消費者感到的悲觀論述中承襲下來的結果論述。布希亞認為，身處超真實的後現代社會，每一個人或多或少都會受到擬像的影響。
布希亞認為擬像左右了消費者的個人意識。例如，廣告中充斥着大量的符號引誘著消費者，而這些符號卻成了商品的代名詞，從此符號與商品已融為一體，無法分離，並誘使消費者的意識去接受。而消費者卻認為這是經過自己的「自由意識的選擇」，但其實消費者所謂的「自由意識的選擇」只是選擇了製造商所要販售的物品。甚至，廣告中的符號與消費者個人的意識相互結合成為了品牌，而品牌呼喚起消費者對產品的回憶，再讓消費者對於產品的種種美好印象湧現，造成了消費者對產品的真實與想像的情感結合，使得消費者被這些東西全面控制，卻全然不知。